# 近鉄ハーツ

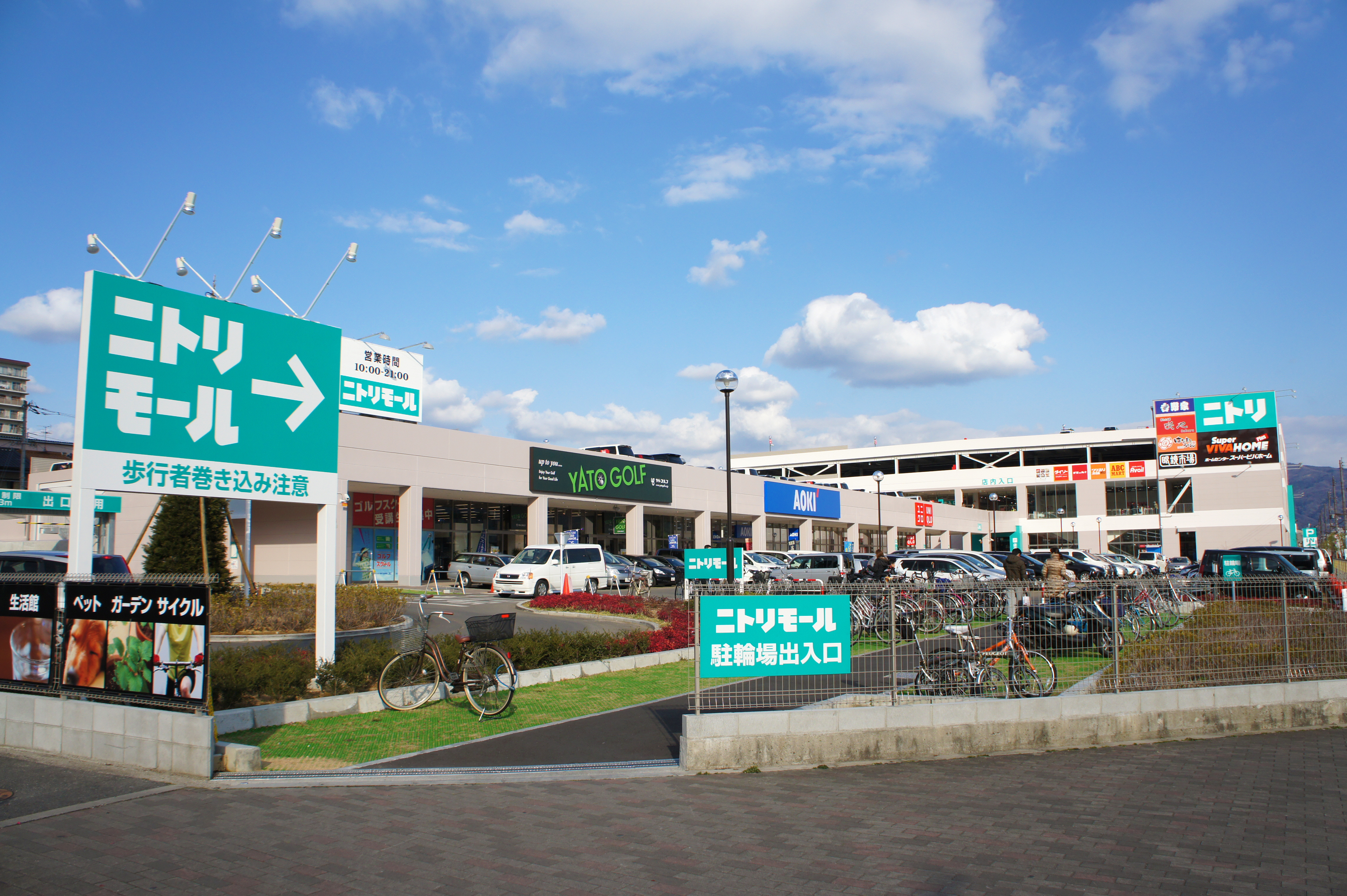
跡地に出店したニトリモール東大阪

近鉄ハーツ（きんてつハーツ）は、かつて大阪府東大阪市西岩田にあったオープンモール型ショッピングセンター。近畿日本鉄道（近鉄）が開発して、「近鉄商業開発」が運営し、開業時には日本初の「パワーセンター」と呼ばれていた。
2010年（平成22年）3月31日をもって閉館した。

## 歴史・概要
1991年（平成3年）11月3日に東大阪市の近鉄奈良線線路沿い北側で大阪中央環状線沿い西側に、1952年（昭和27年）から1982年（昭和57年）まであった近鉄玉川工場跡地に開設されたショッピングセンターで、複数のディスカウント系の専門店が入居する「パワーセンター」形態を採っていた。
基本的に独立した建物に入居した大型専門店が緑豊かなオープンモールに面して出店しており、開業時には12棟あった建物は、全て平屋か2階建てとして建築コストの低減を図ったものの、「生活遊楽村（くらしゆうらくそん）」というコンセプトを掲げており、ローコストながら若者向けの洒落たデザインとなっていた。
開業時には日本初の「パワーセンター」と呼ばれていたが、カテゴリーキラーと言えるほどのテナントがなく、値引きよりも独自性や専門性のある品揃えを前面に打ち出しており、鉄道利用が可能な立地で駐車台数も少なかったことも相まって「パワーセンター」と捉えられないようになっていった。
15年間の暫定的な計画であったが、2010年（平成22年）3月31日に閉鎖された。
元々近鉄玉川工場跡地は、1986年の工場廃止以来、将来大阪モノレールがこの地まで延伸してきた時に近鉄奈良線の交差部に駅を設置する必要に迫られた時のための用地として温存したが、その後15年が過ぎてもモノレールの門真市駅以南の延伸は具体化しなかった。
その後、モノレールの延伸は一旦事実上の凍結状態になった。
跡地はニトリやスーパービバホームを中心とした新しいショッピングモール「ニトリモール東大阪」として2011年（平成23年）10月5日にオープンした。
なお、玉川工場の業務は五位堂検修車庫が引き継いでいる。

## 開業時のテナント
- ハンティング近商ストア玉川店[9]

鉄骨造り2階建て。延べ床面積3,195.26m2。
近商ストアが運営していたアウトドアグッズやインドアグッズの雑貨店。
西端の中央環状線からの入り口付近に出店していた。
- アイム

近鉄百貨店が運営していた自然がテーマのファッション雑貨店。
東端の建物に出店していた。
- ビックス

近鉄百貨店が運営していた輸入雑貨店。
東端の建物に出店していた。
- ニノミヤ（家電量販店）[1]
- ヴィクトリア東大阪店（スポーツ用品店）[1]
- 日三家具[1]

- カーニバルプラザ東大阪スタジアム[11]

店舗面積約2,500m2、客席数約750席。
ダスキンが運営していたテーマレストランで、店内の中央に直径9mのメリーゴーランドが設置されていた。
中央部付近に出店していた。
- ブルターニュ（クレープ＆パスタ）[1]
- ラッサドール（ブラジル料理）[1]

### かつて入居していたテナント
- 湯川家具

店舗面積約5,098m2
- ダイソー

店舗面積約1,762m2
- ライトオン[2]（ジーンズ＆カジュアル）

- 三洋堂書店[要出典]
- ふとんタナカ[要出典]
- 活鮮丼 どん一、カフェもんちっち、玄米匠房 とんぼの里[要出典]
- カインド（リサイクルプティック）[要出典]
- カーニバルブッフェ[要出典]
- JJ CLUB100（会員制アミューズメント）[要出典]
- 和光電気[要出典]
- オクトパスアーミー[要出典]
- JEUGIA（CD、楽器）[要出典]
- たもん庵（讃岐うどん）（前：テディーズ・クックハウス）[要出典]
- 玉川フィッシングセンター[要出典]
- Fishingエイト[要出典]

他
※毎週土曜日にはフリーマーケットが開催されていたが、2009年をもって終了した。